# Pithali
Pithali oder Mənda (auch bekannt als Milli Bhaat und Milani) ist ein traditionelles herzhaftes Gericht aus dem Distrikt Jamalpur in der bangladeschischen Division Maimansingh. Es wird hauptsächlich zu religiösen und privaten Festen serviert.

## Zutaten
Hauptbestandteile des Pithali sind Rindfleisch, Kartoffeln, Zwiebeln und Knoblauch. Gewürzt wird mit Chilipulver, Ingwer, Kurkuma, Kreuzkümmel, Kardamom und Zimt. Varietäten mit Garnelen oder Gemüse statt Rindfleisch sind nur regional verbreitet. Als Beilage wird meist Reis genutzt.

## Geschichte
Pithali entstand wahrscheinlich während des 18. Jahrhunderts aus diversen regionalen Gerichten, was auch die verschiedenen Namensgebungen erklärt. Teilweise wird auch die Britische Kolonialzeit als Entstehungszeitraum genannt. Inzwischen hat es sich als lokale Spezialität eingebürgert und wird generationenübergreifend zubereitet.